# Experimentul Philadelphia
Experimentul Philadelphia este un experiment militar real în care nava USS Eldridge (DE-173) a devenit invizibilă. Povestea este în general considerată o invenție (păcăleală, aberație).
În 13 ianuarie 1955, un cunoscut cercetător al fenomenelor misterioase, în special a fenomenului OZN, Morris K. Jessup, a primit o scrisoare ciudată de la un oarecare Carlos Allende. Scrisoarea conținea date dezvăluite de acest Carlos despre implicarea lui în ceea ce el a numit "Experimentele din Philadelphia". Pe scurt, Carlos Allende spunea că a fost membru al echipajului distrugătorului USS Eldridge, vas american de luptă implicat, pe tot parcursul anului 1943, într-o serie de experimente legate de capacitatea de a ascunde radarului vasele de luptă. Experimentele au început la începutul anului 1943, pe șantierul naval militar din portul Philadelphia, seria de experimente strict secrete au primit indicativul Rainbow. Experiențele au fost conduse de fizicianul dr. Franklin Reno, dar anumiți martori intervievați mai târziu de Jessup au declarat că l-au observat pe fizicianul Albert Einstein, iar cu un an înainte, pe Nikola Tesla. În vara lui 1943, mai precis în iulie, experimentele erau aproape de succes. Aparatura instalată la bordul lui USS Eldridge a funcționat perfect, astfel încât vasul a devenit invizibil pe radare. Problema care a apărut a fost că uriașul vapor era învăluit, în timpul experimentelor, într-un nor cenușiu, puternic încărcat electrostatic. Martorii de pe vas spuneau că echipamentele metalice scoteau scântei ciudate, albastru-verzui.
Apoi, la 28 octombrie 1943, s-a reluat experimentul, se pare pentru a face vasul invizibil pentru ochi, la fel cum dispare o mărgea de sticlă într-un pahar cu apă. Dimineața a pornit experimentul, vaporul a fost înconjurat de faimosul nor cenușiu, apoi energia pulsată în echipamente a fost intensificată treptat. Marinarii au auzit zbârnâitul echipamentului iar martorii au văzut, de pe chei, cum vasul dispare, împreună cu ceața cenușie. Interesant a fost că urma vasului era vizibilă în apă, ca o impresiune de pantof gigantic. Apoi și această urmă a dispărut. Vasul se volatilizase. Imediat au sunat telefoanele în baza navală din Philadelphia și cei din portul Norfolk, situat la 600 km, au anunțat speriați că vasul USS Eldridge se află la intrarea în portul lor. N-au apucat să se dumirească ce și cum, pentru că cei din Norfolk au sunat nervoși să spună că nu mai văd distrugătorul, iar vasul a reapărut la locul lui. Marinarii au povestit scene de coșmar, unii dispăruseră, alții pur și simplu arseseră prin combustie spontană, oricum, cei care mai erau pe vas sufereau cumplit.
Marina militară americană a ordonat imediat încetarea oricăror experimente, iar vasul USS Eldridge a fost vândut, după război, flotei militare a Greciei.
Jessup a cercetat mai îndeaproape cele declarate de Allende, care între timp dispăruse, și a întrebat Marina SUA despre evenimentele din portul Philadelphia pe parcursul anului 1943. Deși inițial a negat vehement, Marina SUA a admis în cele din urmă că au avut loc niște cercetări legate de "aplicarea forței electromagnetice" pentru a ascunde navele de radar. Jessup strânsese deja destule dovezi, dar nu a mai apucat să le facă publice, deoarece s-a sinucis într-o seară ploioasă, aruncându-se de la etajul unui hotel. Aparent, omul nu avea nici un motiv să moară, era în culmea gloriei publicistice, dar ancheta poliției a stabilit că s-a aruncat singur de la fereastră...
Dosarul care conținea dovezile legate de "primul experiment reușit de teleportare" a dispărut, iar opinia publică a rămas cu o legendă care probabil nu va fi elucidată niciodată: Ce a fost în dimineața aceea de octombrie 1943 în portul Philadelphia? 